# مجموعه فیلم

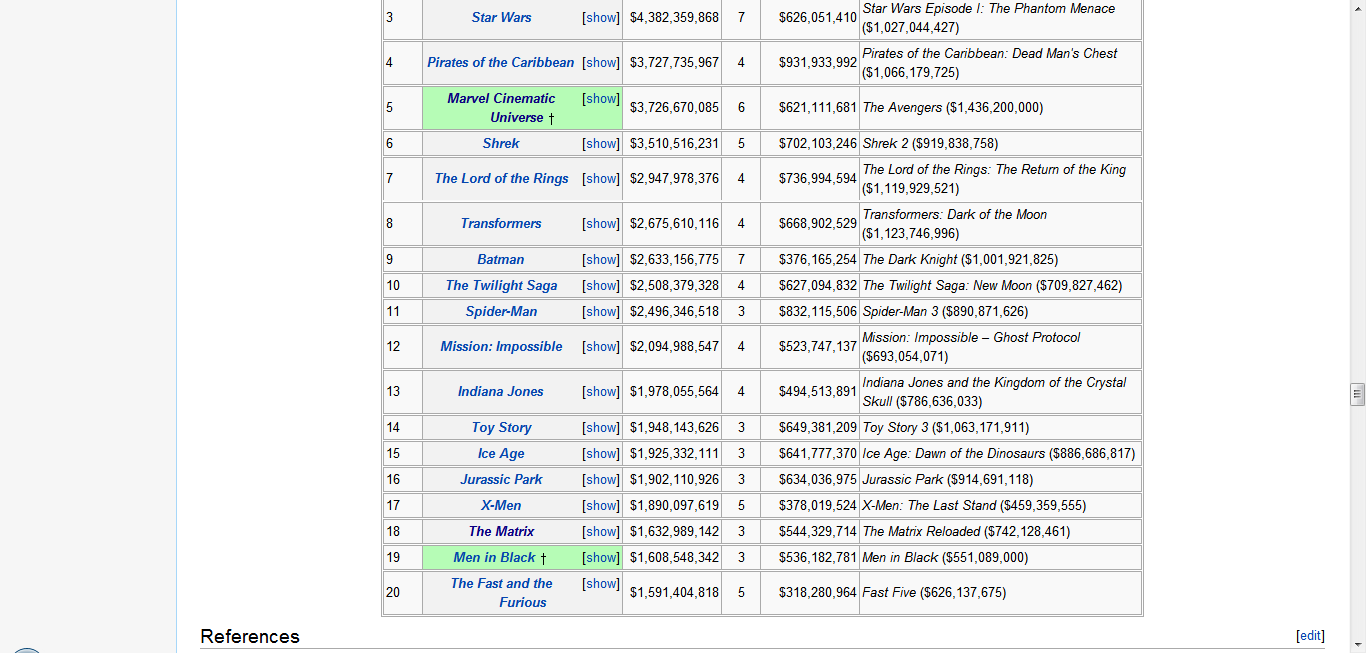
مدل ساخت داستان هر کدام ویژگی خاص خودشو برای بیننده ایجاد میکنند.

مجموعه فیلم (انگلیسی: Film series یا Movie series) به گروهی از فیلم‌های مرتبط گفته می‌شود که به صورت پی‌درپی تولید شده‌اند و در یک دنیای خیالی مشترک جریان دارند یا به عنوان یک مجموعه واحد معرفی و بازاریابی می‌شوند. این گونه آثار، نوعی داستان‌پردازی دنباله‌دار محسوب می‌شوند.
این مقاله به معرفی مجموعه فیلم‌ها می‌پردازد و نمونه‌هایی کوتاه از مجموعه فیلم‌ها ارائه می‌دهد. در ادامه، فهرستی از محبوب‌ترین مجموعه فیلم‌ها و فرنچایزها در ایالات متحده و کانادا آورده شده است.

## توصیف
گاهی یک مجموعه فیلم از همان ابتدا با هدف ساخت چند فیلم طراحی می‌شود—برای مثال، مجموعه سه رنگ—اما در بیشتر موارد، موفقیت فیلم اول (یا در مواردی مانند مجموعه حماسهٔ اسکای‌واکر، موفقیت یک مجموعه اولیه) باعث می‌شود فیلم‌های بیشتری ساخته شوند. ساخت دنباله‌ها پدیده‌ای رایج است، اما همهٔ آن‌ها به‌اندازه‌ای موفق نمی‌شوند که ادامه پیدا کنند.
تا سال ۲۰۲۴، مجموعه ۳۴ قسمتی دنیای سینمایی مارول به پرفروش‌ترین مجموعه فیلم تاریخ تبدیل شده است، حتی با درنظر گرفتن نرخ تورم. این مجموعه از نظر فروش از دنیای جادوگری جی.کی. رولینگ (با ۱۱ فیلم)، جنگ ستارگان (۱۲ فیلم)، جیمز باند اثر یان فلمینگ (۲۷ فیلم) و مجموعه سرزمین میانه اثر تالکین (۶ فیلم) پیشی گرفته است.

### Works cited
- Galbraith IV, Stuart (1996). The Japanese Filmography: 1900 through 1994. McFarland. ISBN 0-7864-0032-3.
- Ryfle, Steve; Godziszewski, Ed (2017). Ishiro Honda: A Life in Film, from Godzilla to Kurosawa. Wesleyan University Press. ISBN 978-0-8195-7087-1.
- Solomon, Charles (2014). Once Upon a Dream: From Perrault's Sleeping Beauty to Disney's Maleficent. Disney Editions. ISBN 978-1-4231-9902-1.